# K语言
K是专有的阵列处理编程语言，由Arthur Whitney开发，并由Kx Systems商业化。这个语言充当了内存内列式数据库kdb+，和其他有关财务产品的基础。这个语言最初开发于1993年，是APL的变体并包含了Scheme的元素。这个语言的提倡者强调了它的速度、在处理阵列上的设施和富有表达力的语法。

## 引用
1. ↑  .   [2020-05-24]. （原始内容存档于2020-02-01）.
2. ↑  Iverson, Kenneth. .   [2015-02-23]. （原始内容存档于2013-09-20）.